# 佛倫
佛倫（穆麟德轉寫：foron，17世纪？—1701年），滿洲正白旗，舒穆禄氏，清朝官员，曾任工部尚書。
佛伦由笔帖式转任兵部主事。康熙二十四年（1685年），任左都御史。康熙二十五年（1686年）六月戊辰，接替薩穆哈，擔任工部尚書，后改刑部尚書。由阿蘭泰接任。康熙二十六年（1687年）二月辛酉，接替禧佛，擔任刑部尚書，后改戶部尚書。由廖旦接任。康熙二十七年（1688年），被弹劾他勘察河工时袒护河道总督靳辅，之后郭琇弹劾他和大学士纳兰明珠、余国柱结党，被解职。康熙二十八年（1689年），为山东巡抚，提出士绅和百姓一起服役，七分蠲免业户，三分蠲免佃户。转任川陕总督。康熙三十八年（1698年）十一月，晋升文渊阁大学士，第二年因为他弹劾郭琇私改父名不实和川陕总督任内失察，三月被勒令休致。

## 延伸阅读
[在维基数据编辑]
 《清史稿·卷269》，出自趙爾巽《清史稿》
 《清史稿·卷269》